# منتچوریر
منتچوریر (به فرانسوی: Montchevrier) یک کمون در فرانسه است که در اندر واقع شده‌است. منتچوریر ۳۴٫۷ کیلومتر مربع مساحت و ۵۰۶ نفر جمعیت دارد و ۳۶۶ متر بالاتر از سطح دریا واقع شده‌است.